# Guillén-Ramón de Vich y de Vallterra
Guillén-Ramón de Vich y de Vallterra (né à Valence vers 1460-1470 et mort à Veroli (États pontificaux) le 27 juillet 1525) est un cardinal espagnol du XVIe siècle.

## Biographie
Guillén-Ramón de Vich y de Vallterra est protonotaire apostolique.
Il est créé cardinal par le pape  Léon X lors du consistoire du 1er juillet 1517. En 1518 il est nommé administrateur apostolique de Cefalù . En 1521 de Vich succède comme évêque de Barcelone, mais il réside la plupart du  temps à Rome. Il est consacré le 22 septembre de la même année par Paris de Grassis. En 1521 il est aussi abbé commendataire de l'abbaye de Bellpuig de las Avellanas.
Le cardinal de Vich participe au conclave de 1521-1522, lors duquel Adrien VI est élu, et au conclave de 1523 (élection de Clément VII).